# Régime semi-présidentiel
 (octobre 2021).
- Républiques à régime présidentiel
- Républiques à régime présidentiel liées à un régime parlementaire
- Républiques à régime semi-présidentiel
- Républiques à régime parlementaire (république parlementaire)
- Républiques où la constitution n'accorde le droit à gouverner qu'à un parti unique ou un parti dominant (État communiste)

- Monarchies constitutionnelles dans lesquelles le monarque n'exerce que peu ou pas le pouvoir (le monarque a souvent une autorité constitutionnelle et morale élevée)
- Monarchies semi-constitutionnelles dans lesquelles le monarque exerce la majorité des pouvoirs, souvent avec un parlement disposant de faibles pouvoirs
- Monarchies absolues

- Dictatures militaires

- Autres systèmes (gouvernements provisoires)
- Pas de gouvernement

Le régime semi-présidentiel ou régime semi-parlementaire est une catégorie de régime politique théorisée par le juriste français Maurice Duverger comme présentant des caractéristiques mixtes de deux autres grandes catégories :
- le régime parlementaire, caractérisé par une séparation des pouvoirs souple et par la responsabilité du gouvernement devant le parlement en contrepartie de pouvoirs du gouvernement sur le parlement, en particulier du droit de dissolution ;
- le régime présidentiel, caractérisé par une séparation stricte des pouvoirs, par l’absence de responsabilité gouvernementale et par l’absence du droit de dissolution.

Ces régimes sont principalement différenciés selon l’existence ou non de remise en cause réciproque du pouvoir exécutif et du Parlement.

## Caractéristiques

### Les variables de Maurice Duverger
La notion de « régime semi-présidentiel » est énoncée pour la première fois en France en 1959 par Hubert Beuve-Méry,,,. Maurice Duverger la reprend et la développe pour la première fois en 1970 dans la onzième édition de son manuel de droit constitutionnel, avant de l'affiner par la suite dans plusieurs de ses travaux, tel l’Échec au roi en 1978,.
Maurice Duverger est l’auteur ayant, le premier, formulé le semi-présidentialisme comme type de régime distinct. En effet, auparavant, l’analyse dichotomique « parlementaire/présidentiel » prévalait, et les débats (notamment entre Don Price, en 1943, et Harold Laski, en 1944) se focalisaient uniquement sur cette opposition.
Le régime semi-présidentiel peut se définir par les critères suivants :
- un président élu au suffrage universel direct ;
- un chef d’État ayant des prérogatives propres ;
- un gouvernement responsable devant le parlement.

Les responsabilités sont donc partagées entre le chef du gouvernement et le chef de l’État, un partage qui peut varier selon les constitutions des pays.
Maurice Duverger identifie trois variables pour expliquer les différentes modalités de l’influence présidentielle. Premièrement, les pouvoirs constitutionnels du président : il établit un classement par importance de l’influence des présidents dans les six pays ouest-européens qu’il prend en compte ; deuxièmement, le contexte d’élaboration du système : il souligne l’importance de la « combinaison des traditions et des circonstances » ; troisièmement, la relation du président avec la majorité au parlement : c’est sa variable principale, de laquelle dépendrait réellement le pouvoir présidentiel.
La France ne serait donc pas un pays « semi-presidentiel mais bien un régime parlementaire, car la constitution de 1958 met en place une séparation souple des pouvoirs »

### Autres auteurs
Oleh Protsyk examine seulement les pays dont les constitutions ont des caractéristiques de régime semi-présidentiels et se concentre sur les variations institutionnelles au sein de cette catégorie. Il constate que les variations qui existent en Europe au sein des régimes semi-présidentiels sont les résultats de l’appartenance du pays au sous-type président-parlementaire ou premier-présidentialisme. Il note aussi l’importance d’autres variables comme la caractéristique clientéliste du système ou non, si les élections présidentielles et législatives sont concurrentes ou non.
Neto & Strøm ont formulé l’hypothèse que le niveau de pouvoirs présidentiels, ainsi que les perspectives électorales du Premier ministre, pourraient expliquer les variations des types de régimes semi-présidentiels. Ils utilisent pour cela la méthode de Shugart et Carey pour la mesure des pouvoirs constitutionnels du président.
La littérature déductive plus récente du semi-présidentialisme suggère que les modèles dérivés de théories peuvent fournir des explications transnationales plus robustes sur les questions fondamentales de Duverger. Duverger se concentre effectivement sur la France seulement pour ensuite extrapoler à partir de ce modèle. C’est cette méthode inductive qui est critiquée par les auteurs contemporains.

## Liste de pays avec un système semi-présidentiel
Robert Elgie, en 1999, donne une liste de régimes qu'il considère comme semi-présidentiels :
- En Europe : Autriche, Bulgarie, Finlande, fédération de Russie, France[réf. nécessaire], Irlande, Islande, Lituanie, Portugal, Pologne, Roumanie, Slovénie, Serbie-et-Monténégro, Ukraine
- En Afrique : Algérie, Angola, Cameroun, République démocratique du Congo, Gabon, Guinée-Bissau, Madagascar, Mali, Namibie, Niger, République centrafricaine, Tunisie
- En Asie : Arménie, Corée du Sud, Mongolie, Sri Lanka, etc.
- Autres continents : Haïti, Guyana, Yémen,etc[13]

La classification des pays est souvent incertaine. Ainsi, la Constitution finlandaise de 2000 a réduit les pouvoirs du président de la République et fait évoluer le régime dans le sens parlementaire ; cependant, un rapport parlementaire français de 2015 présente toujours la Finlande comme un pays de régime semi-présidentiel où le président garde des attributions importantes, notamment en politique étrangère.
Une étude menée en 2005 et publiée en 2007 par l'Union interparlementaire et la Banque mondiale reconnaît un régime semi-présidentiel à 17 pays : Angola, Arménie, Cameroun, république démocratique du Congo, fédération de Russie, France, Gabon, Guinée-Bissau, Madagascar, Mali, Niger, République centrafricaine, Roumanie, Serbie-et-Monténégro, Tunisie, Ukraine, Yémen.
Plusieurs pays ont connu des changements institutionnels depuis cette date. En Angola, la Constitution de 2010 attribue l'essentiel des pouvoirs au président de la République élu par le parti MPLA. La Serbie-et-Monténégro s'est scindée en 2006 en deux États, Monténégro et Serbie. Le régime politique de la Turquie est passé en 2014 d'un régime parlementaire à un régime semi-présidentiel dominé par le président de la république de Turquie puis présidentiel à l'issue du référendum constitutionnel de 2017.

## Critiques
Robert Elgie, dès l’introduction de son article « Duverger, Semi-presidentialism and the Supposed French Archetype », précise que « la contribution principale de Duverger (…) était l’identification originale du concept [de semi-présidentialisme] et sa perception implicite de différents types de semi-présidentialisme » (traduit de l'anglais). Il recommande d’éviter de s’appuyer sur la France comme archétype du semi-présidentialisme et préconise un travail comparatif fondé sur la théorie.
Elgie critique ainsi la focalisation sur la France, en se basant notamment sur les éléments suivants :
- La première analyse du semi-présidentialisme par Duverger a eu lieu alors que peu de pays (à part la France) possédaient ce type de régime. Or, désormais, plus de 60 pays le possèdent ;
- Dans sa définition de 1980, Duverger ne précise pas suffisamment l’étendue des pouvoirs présidentiels requise pour qualifier un régime de « semi-présidentiel » ; de ce fait, il y aurait une tendance à définir le semi-présidentialisme comme la seule combinaison, premièrement, d’un président élu populairement avec un mandat à durée déterminée et, en même temps, d’un Premier ministre et d’un cabinet tous deux responsables devant la législature ;
- Les pays semi-présidentiels fonctionnant de diverses manières, l’idée d’un archétype en la matière est malvenue.

La section précédente montre par ailleurs que l’exemple français n'est pas totalement représentatif de la réalité du système semi-présidentiel sur d’autres continents, et même au niveau européen.
L’objectif de Robert Elgie n’est pas d’exclure la France de son analyse ; il conclut même que la prise en compte de la France sert la visée généralisatrice de son étude.
D’autres auteurs tels que Marie-Anne Cohendet, Jean Gicquel, Jean-Louis Quermonne ou encore Olivier Duhamel critiquent le terme en lui-même en se basant principalement sur la France. Ils lui préfèrent des formes plus précises comme « régime parlementaire bi-représentatif », « régime parlementaire présidentialisé » ou encore « lecture présidentielle de la Constitution ». Ils rejoignent en ce sens l’argument de Robert Elgie selon lequel la France ne serait l’exemple que d’un type, ou sous-type de régime semi-présidentiel.
Par exemple, Marie-Anne Cohendet fait la différence entre « régime politique » (c'est-à-dire ce qui est prévu par la Constitution, le principe) et « système politique » (la réalité politique, la pratique), et qualifie ainsi le régime français de « régime parlementaire (bireprésentatif moniste) » mais de « système présidentialiste (dualiste) » hors période de cohabitation et de « système parlementariste (moniste) » lors des périodes de cohabitation.